# ریچل بارتون پاین
ریچل بارتون پاین (انگلیسی: Rachel Barton Pine؛ زادهٔ ۱۱ اکتبر ۱۹۷۴) موسیقی‌دان اهل ایالات متحده آمریکا است.